# Ezequiel Parnisari
Oscar Ezequiel Jonathan Parnisari (San Luis, 1º giugno 1990) è un calciatore argentino, difensore del San Miguel.

## Caratteristiche tecniche
È un difensore centrale.

## Carriera
Cresciuto nelle giovanili dell'Estudiantes (LP) e dell'Olimpo, ha esordito in prima squadra il 3 dicembre 2011 in occasione del match di campionato pareggiato 0-0 contro il Lanús.

## Statistiche

### Presenze e reti nei club
Statistiche aggiornate al 18 maggio 2018.
| Stagione               | Squadra                | Campionato             | Campionato | Campionato | Coppe nazionali | Coppe nazionali | Coppe nazionali | Coppe continentali | Coppe continentali | Coppe continentali | Altre coppe | Altre coppe | Altre coppe | Totale | Totale | Totale |
| Stagione               | Squadra                | Comp                   | Pres       | Reti       | Comp            | Pres            | Reti            | Comp               | Pres               | Reti               | Comp        | Pres        | Reti        | Pres   | Reti   |        |
| ---------------------- | ---------------------- | ---------------------- | ---------- | ---------- | --------------- | --------------- | --------------- | ------------------ | ------------------ | ------------------ | ----------- | ----------- | ----------- | ------ | ------ | ------ |
| 2011-2012              | Olimpo                 | PD                     | 11         | 0          | CA              | 2               | 0               |                    | -                  | -                  |             | -           | -           | 13     | 0      |        |
| 2012-2013              | Olimpo                 | BN                     | 7          | 0          | CA              | 4               | 0               |                    | -                  | -                  |             | -           | -           | 11     | 0      |        |
| 2012-2013              | Dep. Anzoátegui        | A                      | 0          | 0          | CC              | 0               | 0               | CS                 | 2                  | 0                  |             | -           | -           | 2      | 0      |        |
| 2013-2014              | Dep. Anzoátegui        | A                      | 22         | 0          | CC              | 0               | 0               | CL                 | 4                  | 0                  |             | -           | -           | 26     | 0      |        |
| Totale Dep. Anzoátegui | Totale Dep. Anzoátegui | Totale Dep. Anzoátegui | 22         | 0          |                 | 0               | 0               |                    | 6                  | 0                  |             | -           | -           | 28     | 0      |        |
| 2014                   | Olimpo                 | PD                     | 9          | 0          |                 | -               | -               |                    | -                  | -                  |             | -           | -           | 9      | 0      |        |
| 2015                   | Olimpo                 | PD                     | 26         | 1          | CA              | 1               | 0               |                    | -                  | -                  |             | -           | -           | 27     | 1      |        |
| 2016                   | Olimpo                 | PD                     | 14         | 0          | CA              | 0               | 0               |                    | -                  | -                  |             | -           | -           | 14     | 0      |        |
| 2016-2017              | Olimpo                 | PD                     | 11         | 0          | CA              | 1               | 0               |                    | -                  | -                  |             | -           | -           | 12     | 0      |        |
| Totale Olimpo          | Totale Olimpo          | Totale Olimpo          | 78         | 1          |                 | 8               | 0               |                    | -                  | -                  |             | -           | -           | 86     | 1      |        |
| 2017-2018              | Aldosivi               | BN                     | 22         | 0          | CA              | 1               | 0               |                    | -                  | -                  |             | -           | -           | 23     | 0      |        |
| Totale carriera        | Totale carriera        | Totale carriera        | 122        | 1          |                 | 9               | 0               |                    | 6                  | 0                  |             | -           | -           | 137    | 1      |        |